# Francisco Giner de los Ríos

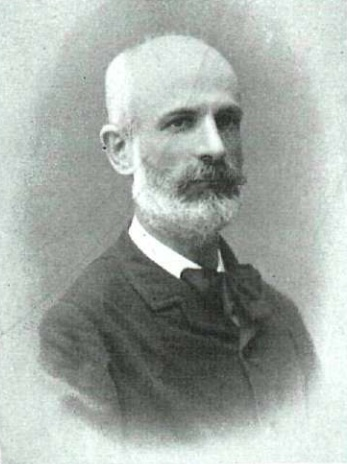
Francisco Giner de los Ríos

Francisco Giner de los Ríos (* 10. Oktober 1839 in Ronda; † 17. Februar 1915 in Madrid) war ein spanischer Philosoph und Pädagoge.
Als Schüler von Julián Sanz del Río und Vertreter des Krausismus gründete Giner de los Ríos nach dem politisch bedingten Verlust seines Madrider Lehrstuhls für Rechtsphilosophie 1876 die „Institución Libre de Enseñanza“ (Freie Lehranstalt). 
Ausgehend von seiner Auffassung der Persönlichkeit als Ganzheit von Verstand und Gefühl, strebte er eine Erneuerung von Bildung und Erziehung an. Deshalb nahm er musische Fächer und Werkunterricht in den Lehrplan auf und entzog seine (private) Schule der kirchlichen und der konservativen staatlichen Kontrolle. Aus dieser Lehranstalt gingen unter anderem Miguel de Unamuno, José Ortega y Gasset und Antonio Machado hervor. 
Wegen seiner kritischen Haltung zum positiven Recht, auf der Basis eines rationalistischen Naturrechts, gilt er als Vorläufer der Rechtssoziologie. Besonders im Hinblick auf Jugendliche trat Giner de los Ríos für eine Strafrechtsreform ein. Er hat das liberale Denken in Spanien zutiefst geprägt.